# Gretha Turén
Gretha Turén, född 7 december 1901 i Malmö, död där 6 januari 1979, var en svensk målare, tecknare och grafiker.
Hon var dotter till dekorationsmålaren Ludvig Rosengren och Gärda Maria Jacobsson och från 1928 gift med läraren Johan Sigfrid Turén. Hon studerade konst för Gotthard Sandberg i Malmö 1931–1930 och för Tage Hansson vid Skånska målarskolan 1933, vid Bonnéns målarskola i Köpenhamn 1934–1935 samt Akademie Simonsen-Castelli i Dresden 1935, Otte Skölds målarskola i Stockholm 1930 samt Forums grafikskola i Malmö 1966 och under självstudier på resor till Tyskland, Österrike, Schweiz, Marocko, Grekland, Teneriffa och England. Tillsammans med Martin Emond och Bertil Landelius var hon en representant för det skånska färgromantiska måleriet. Separat ställde hon ut på SDS-hallen i Malmö 1943 och på Galerie Acté i Stockholm 1949. Hon ställde även ut separat i Jönköping, Ystad, Tomelilla, Limhamn och Köpenhamn. Tillsammans med Acke Fornander ställde hon ut på Teneriffa 1957. Hon medverkade i samlingsutställningar arrangerade av Skånes konstförening. Hennes konst består av porträtt, figurer, blomsterstilleben och naturmotiv från Bohuslän, Halland och Skåne ofta målade i olja med palettkniv. Hennes resor till Teneriffa resulterade i en svit temperamålningar som är mycket annorlunda än hennes övriga konst. Turén är representerad vid Smålands museum i Växjö, Tomelilla museum, Kungliga Wendes artilleriregemente i Kristianstad och Instituto de Estudios Hispánicos i Puerto de la Cruz på Teneriffa. Hon är gravsatt i minneslunden på Sankt Pauli mellersta kyrkogård i Malmö. 